# Omar Salgado
Omar Eduardo Salgado López (10 de septiembre de 1993, El Paso, Texas, Estados Unidos) es un futbolista profesional estadounidense de padres mexicanos y abuelo español. Juega como Delantero.

## Trayectoria
Después de jugar con el Club Texas Fire y en la Cathedral High School de El Paso, Texas probó suerte en las fuerzas básicas del Club Deportivo Guadalajara de México.
Se caracteriza por ser muy alto, tener mucha velocidad, agilidoso, excelente cabeceador, un excelente rematador, un tirador potente hacia el rival, etc.[cita requerida]
Tiene tres nacionalidades (mexicana porque sus padres son mexicanos, estadounidense porque nació en el país americano y española porque sus abuelos paternos son españoles], pero decidió jugar con la Selección Estadounidense.

### Tigres UANL
En diciembre del 2014 fue traspasado al equipo de Tigres UANL de México para disputar el torneo Clausura 2015. fue registrado con el dorsal 244, número que solo lleva el equipo filial Cachorros de la UANL.

### El Paso Locomotive
En junio de 2018 fichó por El Paso Locomotive, el nuevo equipo expansión de la USL para la temporada 2019.

## Selección
- Ha sido internacional con la Selección Sub-20 en 9 ocasiones anotando 1 gol.
- Ha sido internacional con la Selección Sub-20 de México en 4 ocasiones anotando 2 goles.
- Ha sido internacional con la Selección Sub-17 en 9 ocasiones anotando 1 gol.

## Clubes
ref.
| Club                           | País           | Año       |
| ------------------------------ | -------------- | --------- |
| Vancouver Whitecaps            | Canadá         | 2011-2014 |
| Charleston Battery (Préstamo)  | Estados Unidos | 2014      |
| Tigres UANL                    | México         | 2014-2018 |
| Tampa Bay Rowdies (Préstamo)   | Estados Unidos | 2015      |
| Jaguares de Córdoba (Préstamo) | Colombia       | 2016      |
| El Paso Locomotive             | Estados Unidos | 2018-2020 |
| Las Vegas Lights (Préstamo)    | Estados Unidos | 2018      |